# 孤独のカケラ
「孤独のカケラ」（こどくのカケラ）は、2007年5月23日にエピックレコードジャパンから発売されたアンジェラ・アキ6枚目のシングル。規格番号ESCL-2960。

## 解説
- キャッチコピーは『あなたは、大切な恋を失ったことがありますか?』。
- 本作は初回仕様などの特典はなく、CDのみの販売形態となる。初回DVD付仕様でないのはデビュー・シングル「HOME」以来のことである。
- 全国ツアー中にもかかわらず、前作「サクラ色」から2ヶ月半というハイペースでの発売となった。ツアーの合間・合間にミュージック・ビデオ撮影、楽曲制作が行われていたことが、本人のブログでも明かされている。
- ちなみにミュージック・ビデオに至っては、晴れ男の監督と雨女の自分とはどちらが強いのかと言ったことをブログで語っていたが、その結果は雨女のアンジェラが勝利している（これは「サクラ色」のミュージック・ビデオ撮影の際も同様であった）。
- ほぼ同時期に発表された、フジテレビ系『めざましテレビ』30代目テーマソング「Again」は本作には未収録となり、CD化されるのは4ヵ月後に発売されるアルバム『TODAY』となった。
- ライブでは楽曲の発売前から既に先行披露されており、「サクラ色」が昨年武道館公演で披露されたため実質的に2006年の楽曲であることを考慮すれば、「Again」と共に2007年のアンジェラ・アキの新たなスタートとも言える作品となった。そのためか、CDに付属している帯のデザインがそれまでのシングルからマイナーチェンジされており、今までは上から「アンジェラ・アキ　曲名」という表記であったがこの作品では「曲名 アンジェラ・アキ」という表記に変更されている。
- 本作にはカップリング曲と言える曲は収録されず、全て「孤独のカケラ」のバージョン違いとなっている。このような実質収録した楽曲が1曲3バージョンと言った試みのシングルはアンジェラのシングルでは初となる。
- この作品の発売前週に『サクラ色』のツアーが終了し、月末から2枚目のアルバム制作に入ることが公式に発表された。

## 収録曲
作詞・作曲・編曲：アンジェラ・アキ　編曲#1：亀田誠治
1. 孤独のカケラ
TBS系ドラマ『孤独の賭け〜愛しき人よ〜』主題歌、NHK『サラリーマンNEO』内コーナー「angel A」挿入歌
完全な書き下ろしで、ドラマの台本を渡された際にストーリーにある程度沿った内容とした楽曲であり、なおかつその先の希望の見える内容に仕上げるというテーマで製作された。楽曲の制作過程や制作に至った経緯などはドラマの公式ページにも詳細に記されている。
2. 孤独のカケラ -piano version-
ドラマの次回予告時に使われているバラード調のバージョン。元々アンジェラ自身はこのバージョンのままで制作したかったようだが、ドラマ制作者サイドから「出来ることならバンドバージョンにして欲しい」という要望があり、A面のようなバージョンが完成した。しかし、弾き語りバージョンをどうにも捨てがたかったために、両方とも録音し、シングルに別バージョンとして収録という形で落ち着いた。
3. Solitude
「孤独のカケラ」のInstrumentalバージョン。このバージョンもドラマ中で使用されていた。